# ヒエロニムス・コック

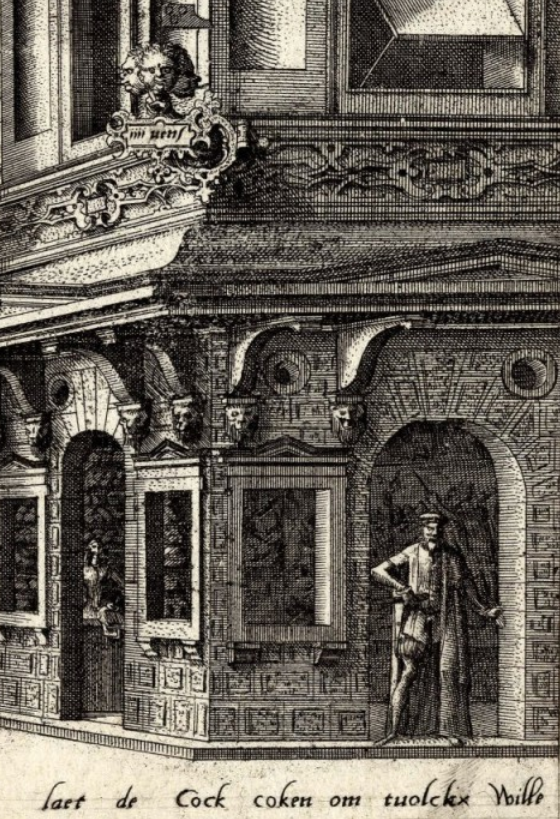
店の入り口で客引きに立つコック。奥にいるのは妻:nl:Volcxken Diericx。
ハンス・フレーデマン・デ・フリースの1560年の版画より。

ヒエロニムス・コック（オランダ語: Hieronymus Cock、1518年 - 1570年10月3日）は、フランドルの版画家、画家、出版人。

## 略歴
アントウェルペンで生まれた。父親のヤン・デ・コック(Jan Wellens de Cock: c.1470-1521)は画家で、兄のマタイス・コック(Matthijs Cock:1509/1510-1540/1548)も画家、版画家になった。
1545年、聖ルカ組合に加入し、1546年から1548年まで、ローマで修行した。帰国後アントウェルペンに版画店「四方の風」（ラテン語: Aux Quatre Vents）を構え、ラファエロ・サンティらのイタリア絵画の複製版画や、ヒエロニムス・ボス、ピーテル・ブリューゲルの素描を版画化し出版した。
アントウェルペンのヒエロニムス・コックの工房では、コルネリス・コルトなどが修行し、イタリアの版画家のジョルジョ・ギージも働いた。
1570年にヒエロニムス・コックが亡くなった後、工房は未亡人が運営したが、アントウェルペンでの出版はフィリップ・ハレの工房が担っていくことになった。

## 作品

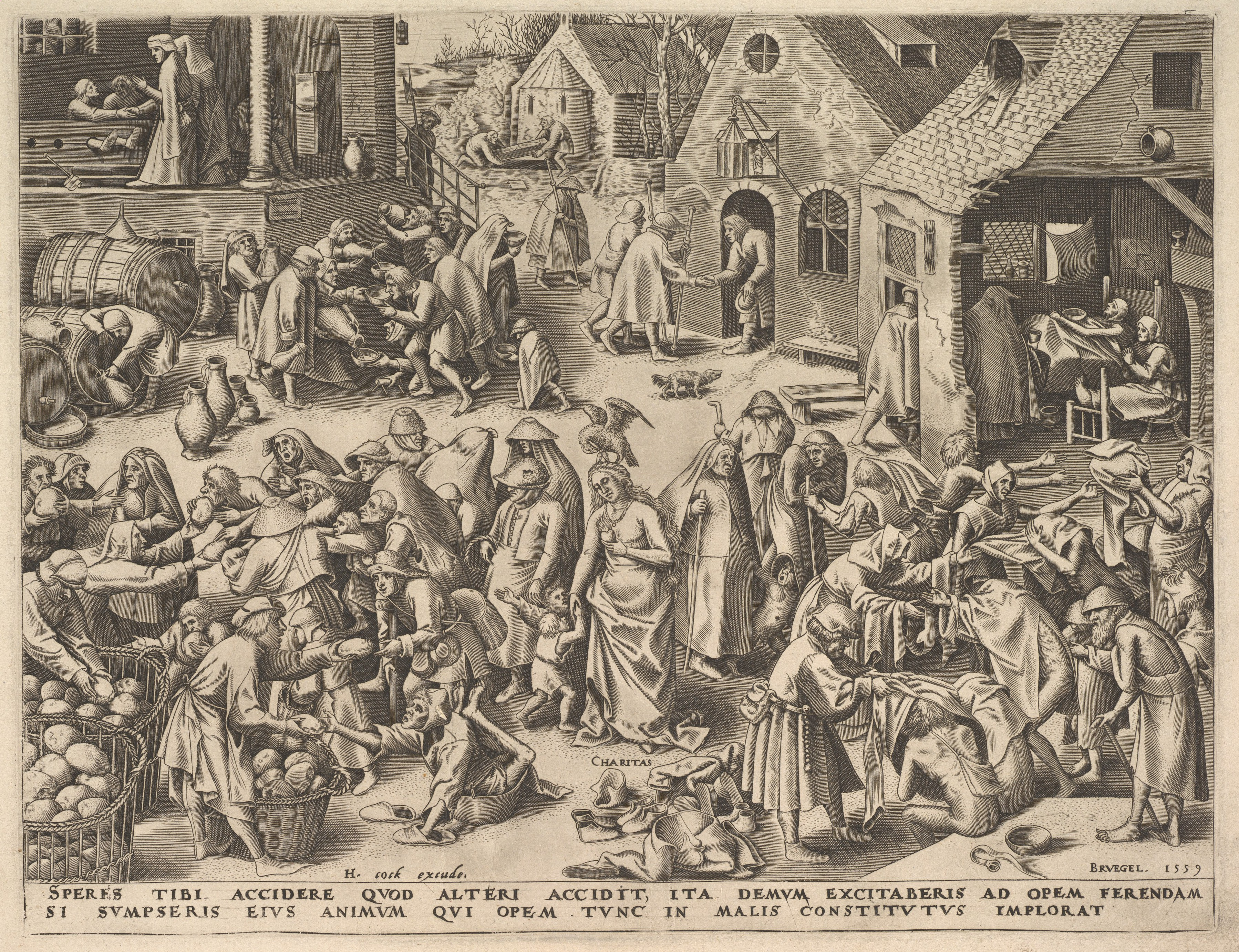
「慈愛（カリタス）」ピーテル・ブリューゲルの連作『七つの美徳』によりフィリップ・ハレが版刻、1559年、メトロポリタン美術館蔵
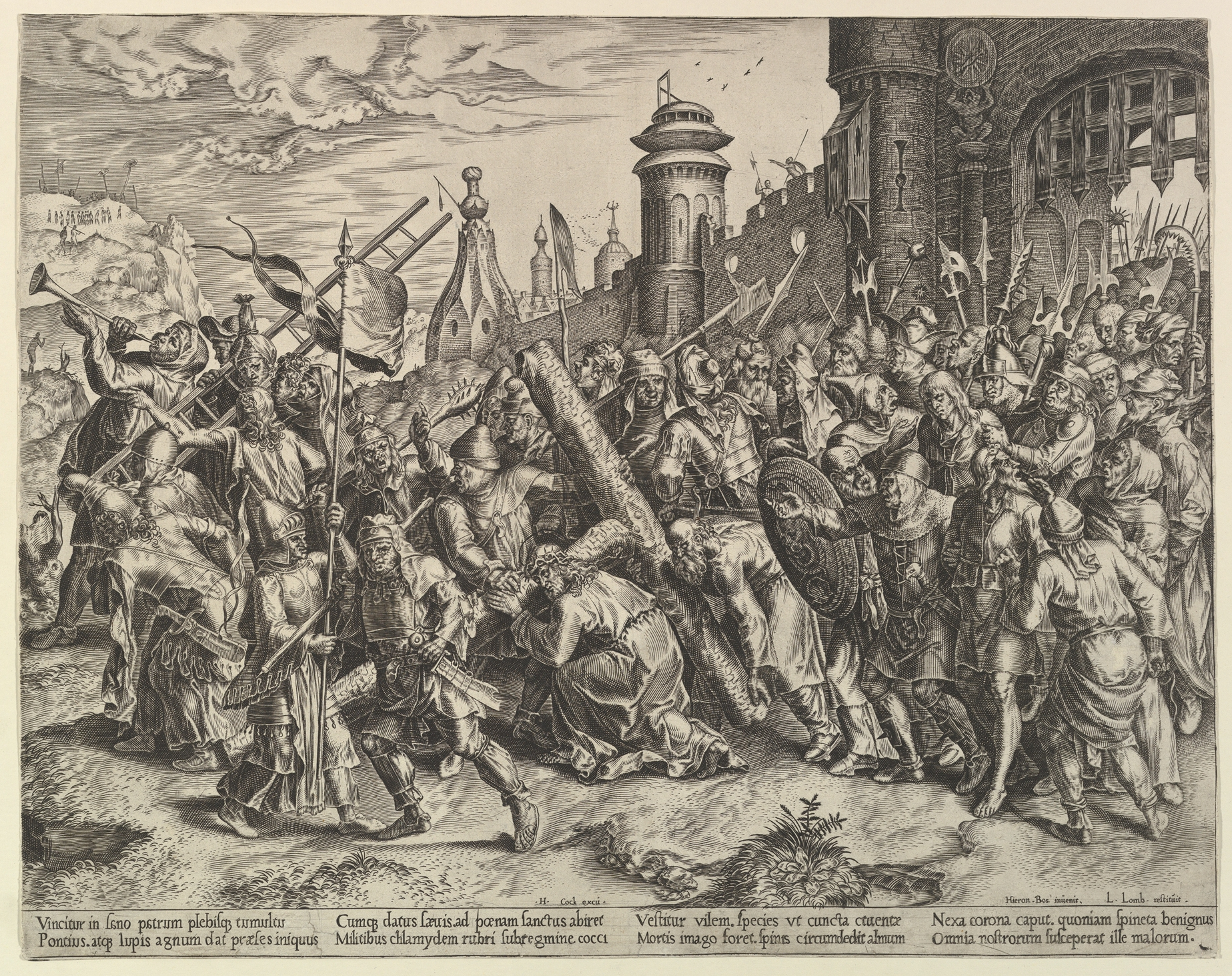
「磔刑に向かうキリスト」ヒエロニムス・ボスかランベール・ロンバールの原画、1560年頃、メトロポリタン美術館蔵
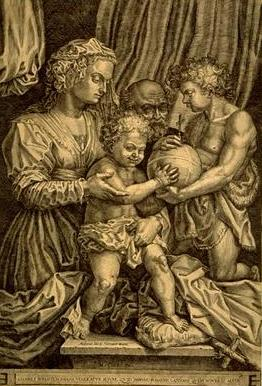
アンドレア・デル・サルト「洗礼者ヨハネと聖家族」の複製版画、1560年頃